# الکسر، الجزیره
الکسر یک منطقهٔ مسکونی در الجزایر است که در ناحیه أولاد خضیر واقع شده‌است. الکسر ۳۵۷ متر بالاتر از سطح دریا واقع شده‌است.